# Sailly-sur-la-Lys
Sailly-sur-la-Lys (niederländisch: Zellebeeke) ist eine französische Gemeinde mit 3932 Einwohnern (Stand: 1. Januar 2022) im Département Pas-de-Calais in der Region Hauts-de-France. Sie gehört zum Arrondissement Béthune und zum Kanton Beuvry (bis 2015 Kanton Laventie).

## Geographie
Sailly-sur-la-Lys liegt in der historischen Region Flandern nahe der Grenze zum Département Nord. Die Gemeinde liegt am Fluss Leie (frz. Lys), die auch die nördliche Gemeindegrenze bildet. Umgeben wird Sailly-sur-la-Lys von den Nachbargemeinden Steenwerck im Norden, Erquinghem-Lys im Osten und Nordosten, Fleurbaix im Osten und im Südosten, Laventie im Süden, La Gorgue im Südwesten sowie Bermerain im Westen.

## Geschichte
878 wurde der Ort erstmals als Saltiacum bzw. Sallciacum genannt. 1296 wurde die Prévôté von Sailly, der Gerichtsort des Abts von Saint-Vaast (Arras), erwähnt.

### Bevölkerungsentwicklung
| Jahr      | 1962 | 1968 | 1975 | 1982 | 1990 | 1999 | 2006 | 2011 |
| Einwohner | 2059 | 1924 | 2049 | 2919 | 3889 | 3981 | 4013 | 4046 |

## Sehenswürdigkeiten
- Kirche Saint-Vaast, nach dem Ersten Weltkrieg wieder errichtet
- Kirche Bac-Saint-Maur

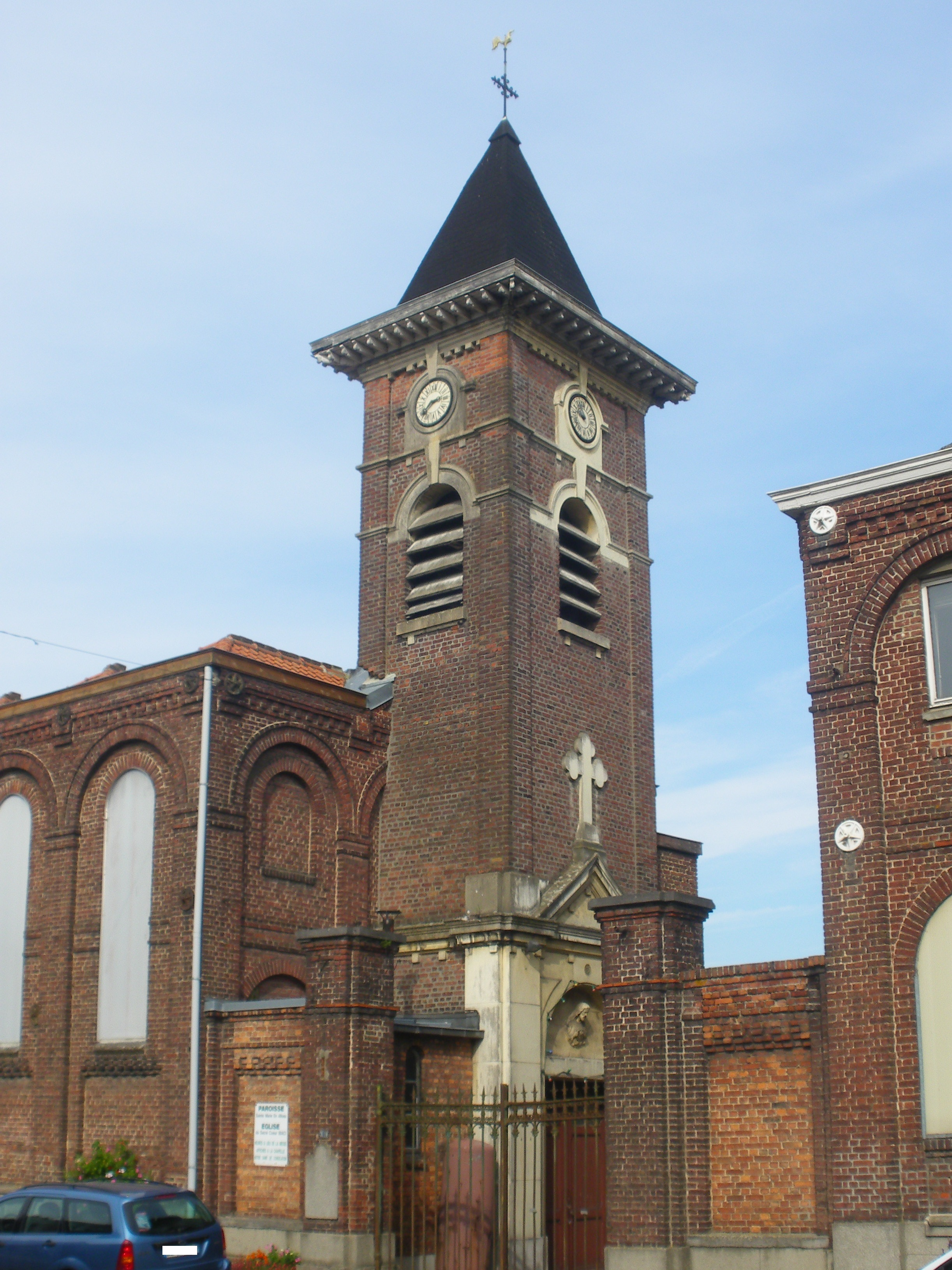
Kirche Bac-Saint-Maur

- Prévôté von Sailly, aus dem 13. Jahrhundert, früheres Gerichtshaus und Gefängnis, seit 1925 Monument historique

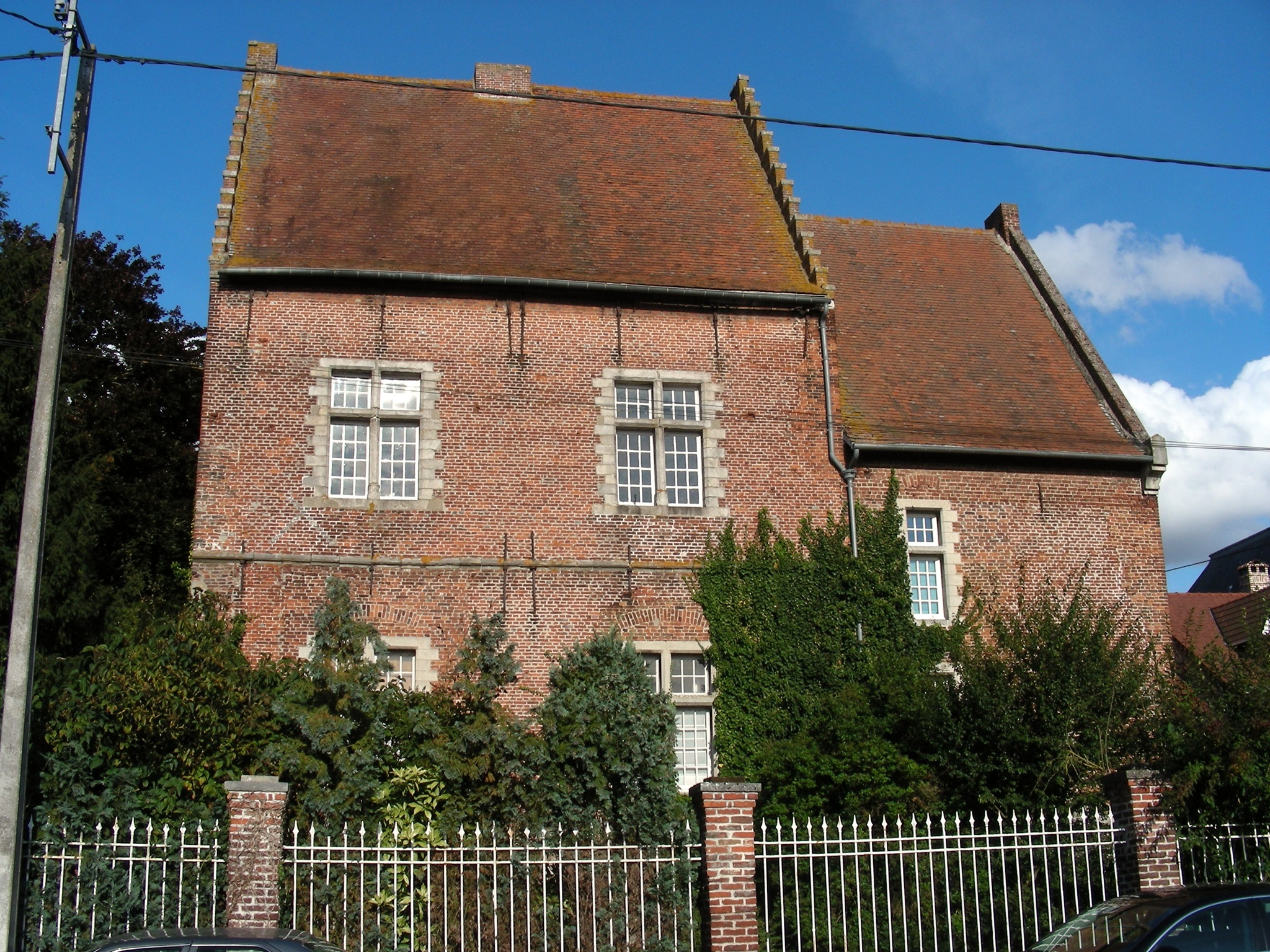
Prévôté von Sailly

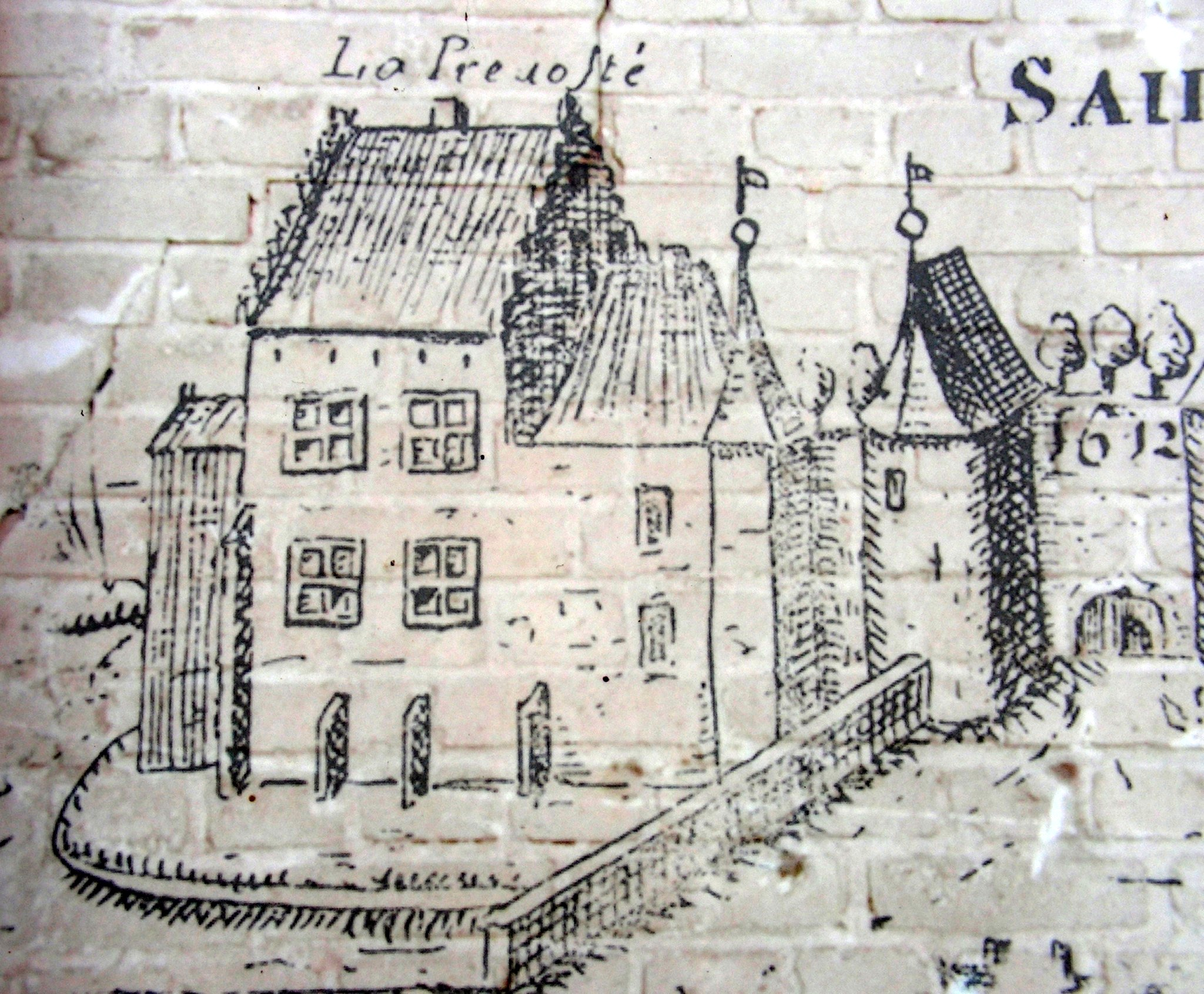
Die Prévôté in einer Zeichnung in der Flandria illustrata von 1726

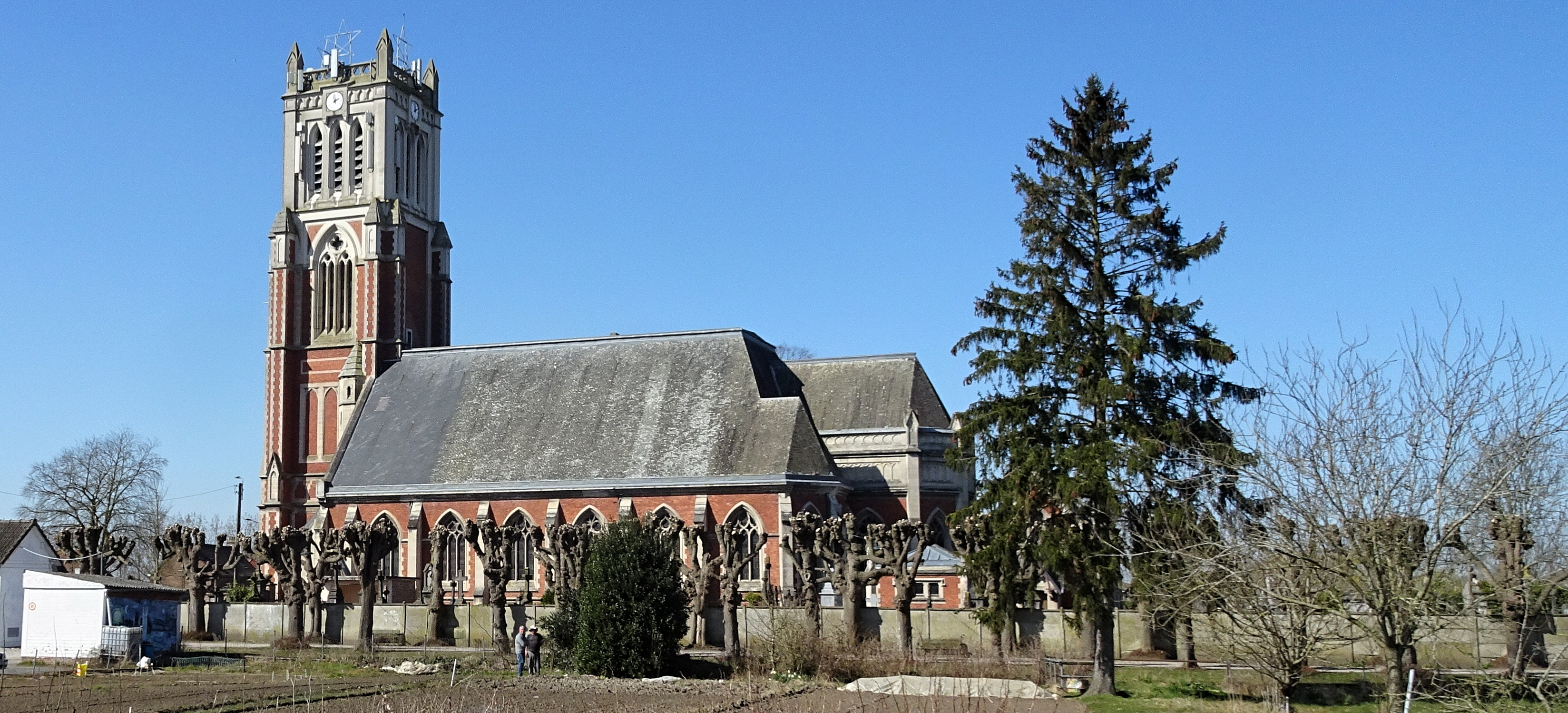
Kirche Saint-Vaast, nach dem Ersten Weltkrieg wieder errichtet (panoramic)

- Britischer Soldatenfriedhof